# Argiagrion
Argiagrion is een geslacht van libellen (Odonata) uit de familie van de waterjuffers (Coenagrionidae).

## Soorten
Argiagrion omvat 1 soort:
- Argiagrion leoninum Selys, 1876